# Brezon
Brezon – wieś w Rumunii, w okręgu Caraș-Severin, w gminie Forotic. W 2011 roku liczyła 96 mieszkańców. 